# Witamy „U Kapitana”
Witamy "U Kapitana" (Welcome to The Captain lub The Captain) – amerykański serial komediowy nadawany przez stację CBS od 4 lutego 2008. W Polsce nadawany był przez stację Comedy Central. Pomysłodawcą serialu jest John Hamburg. 

## Opis fabuły
Serial opowiada o Joshu niespełnionym filmowcu, który wprowadza się do apartamentowca  "U Kapitana".

## Obsada
- Fran Kranz – Josh
- Valerie Azlynn – Astrid
- Joanna García – Hope
- Chris Klein – Marty
- Al Madrigal – Jesus
- Jeffrey Tambor – Saul
- Raquel Welch – Charlene
- Michael Weston – Brad
- Christine Woods – Claire
- Joey Fatone
- Shiri Appleby – Heather
- Nicole Lyn – Melanie

## Spis odcinków
1. Pilot
2. Weekend at Saul's
3. The Letter
4. The Wrecking Crew
5. Mr. Big Meeting